# Antiagrion grinbergsi
Antiagrion grinbergsi е вид водно конче от семейство Coenagrionidae. Видът е незастрашен от изчезване.

## Разпространение
Разпространен е в Чили.